# 텔아비브 항

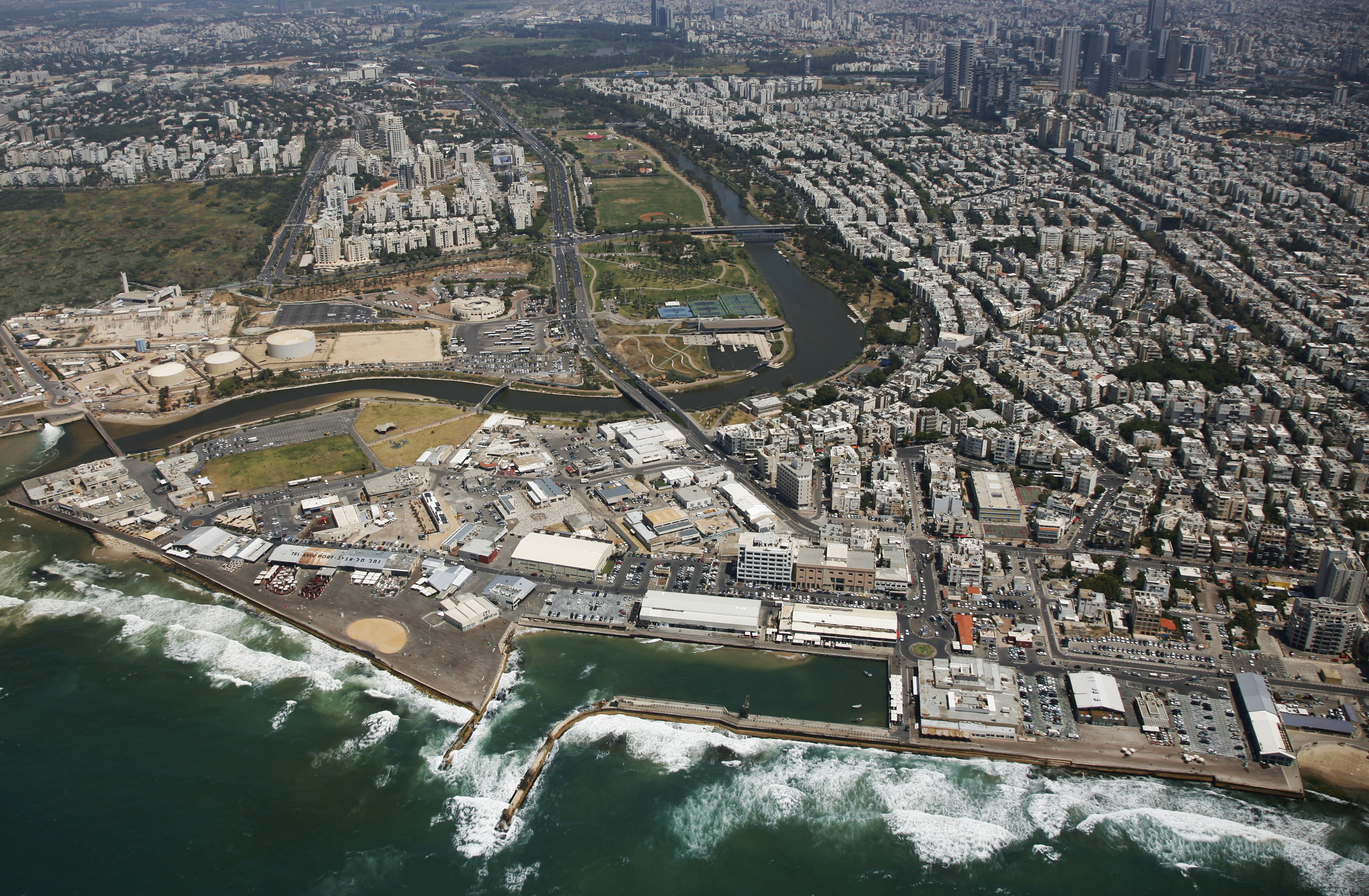
텔아비브 항

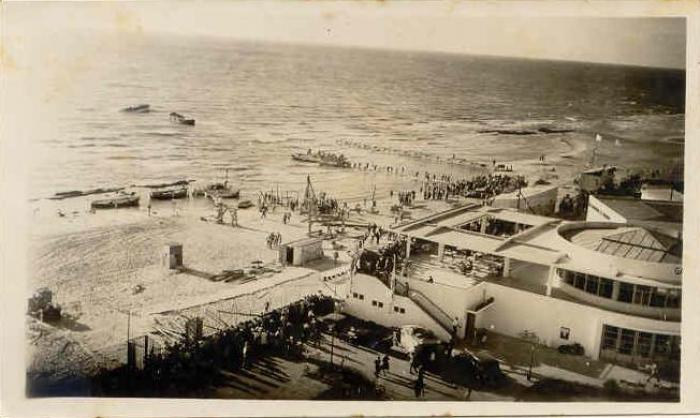
텔아비브 항 (1933년)

텔아비브 항(히브리어: נמל תל אביב) 은 이스라엘 텔아비브에 위치한 항구이다. 이스라엘의 대표적인 관광지로 텔아비브에서 유명한 명소이며, 1933년 레반트 페어가 부지 인근에서 개최되었다.
1938년 야파 항을 대체할 새로운 항구로 설립되었으며, 1965년 아슈도드 항이 건설되면서 폐쇄되었다. 이후 방치되었다가 21세기에 항구 일대가 개발되어 관광명소로 탈바꿈되었다.

## 같이 보기
- 레반트 페어